# Анисимовка (Тюменская область)
Ани́симовка — деревня в Ялуторовского района Тюменской области России. Входит в состав Памятнинского сельского поселения.

## История
В 1961 году указом Президиума Верховного Совета РСФСР посёлку База № 1 присвоено наименование деревня Анисимовка.

## Население
| 2010 | 2014 |
| ---- | ---- |
| 307  | ↗410 |

## Улицы
| - ул. Городская, - ул. Мира, - ул. Молодёжная, - ул. Новая, | - ул. Центральная, - ул. Чкалова, - ул. Школьная. |